# مصطفی علماء
مصطفی علماء (زادۀ ۹ اردیبهشت ۱۳۲۲ کرمانشاه)، روحانی شیعه، سیاستمدار ایرانی و نماینده مردم استان کرمانشاه در مجلس خبرگان رهبری است. وی از اسفند ۱۳۸۶ نماینده ولی فقیه در استان کرمانشاه و امام جمعه شهر کرمانشاه بود، اما در تاریخ ۲۱ مهر ۱۴۰۲ از سمت خود کناره‌گیری کرد. وی دارای عنوان حوزوی آیت‌الله می‌باشد. مصطفی علما سالیان درازی امام جمعه سیرجان در استان کرمان بود و در اواخر زندگی محمدحسین زرندی به عنوان امام جمعه کرمانشاه منصوب شد.

## زندگی‌نامه
مصطفی علما در روز ۹ اردیبهشت ماه ۱۳۲۲ در شهر کرمانشاه و محله‌ی جنب مسجد حاج شهباز خان به دنیا آمد. پدر او صدرالدین علماء، پدربزرگش علی علماء و جدش ملاباقر نام داشتند. مصطفی علماء تحصیلات مقدماتی را در دبیرستان کزازی شهر کرمانشاه به پایان برد و برای فراگیری علوم دینی و دروس حوزوی در سال ۱۳۴۱ وارد حوزه علمیه قم شد. سپس در سال ۱۳۶۴ با حکم روح الله خمینی به عنوان امام جمعه سیرجان منصوب شد و در حدود ۲۳ سال در این منصب باقی ماند.
او از ۱ اسفندماه سال ۱۳۸۶ با حکم سید علی خامنه‌ای به امامت جمعه و نمایندگی ولی فقیه در استان کرمانشاه منصوب شد و در ۲۱ مهر ۱۴۰۲ به دلیل سن بالا و دور بودن از خانواده که ساکن قم هستند، از سمت خود استعفا کرد.

### اساتید
علماء دروس سطح را از محضر آیات فاضل لنکرانی و جعفر سبحانی فرا گرفت و منظومه را نزد یحیی انصاری شیرازی و اسفار هم نیز نزد حسن حسن‌زاده آملی و در نهایت درس خارج فقه و اصول را نزد گلپایگانی و میرزا هاشم آملی به پایان برد.
علما همچنین از شاگردان و نزدیکان محمدتقی بهجت بوده و تا پایان عمر وی نیز با او در ارتباط و مراوده بوده‌است.

## نامزدی برای انتخابات مجلس خبرگان ۱۴۰۲
مصطفی علما برای انتخابات مجلس خبرگان رهبری در سال ۱۴۰۲ اعلام نامزدی کرده ‌است. ستاد انتخابات استان کرمانشاه تأیید صلاحیت وی را به عنوان یکی از سه نامزد این انتخابات در حوزۀ انتخابیۀ استان کرمانشاه اعلام کرده‌است.